# Tomás Conde y Luque
Tomás Conde y Luque (Córdoba, 10 de abril de 1833-Córdoba, 24 de febrero de 1888) fue un empresario y político español. Alcalde de la capital cordobesa entre 1875 y 1877, también fue empresario y presidente de la Diputación Provincial de Córdoba durante unos meses.

## Biografía
Tomás Conde y Luque nació en Córdoba en 1833 en el seno de una familia de propietarios. Hijo de Rafaela de Luque Navajas y Juan María Conde Criado, tuvo tres hermanos: Rafael, que fue jefe local del Partido Conservador y catedrático de Universidad; Juan Felipe, perito agrícola y padre de Rafael Conde Jiménez, y María, que casó con Antonio Cruz Fustegueras y dio origen al apellido Cruz-Conde. Estudió Derecho en la Universidad Central de Madrid, aunque no ejerció. Dirigió las fincas y empresas familiares, con un breve paréntesis en la política. Murió en Córdoba el 24 de febrero de 1888, atropellado por un tren en el paso de las Margaritas, a los 50 años de edad.

## Trayectoria

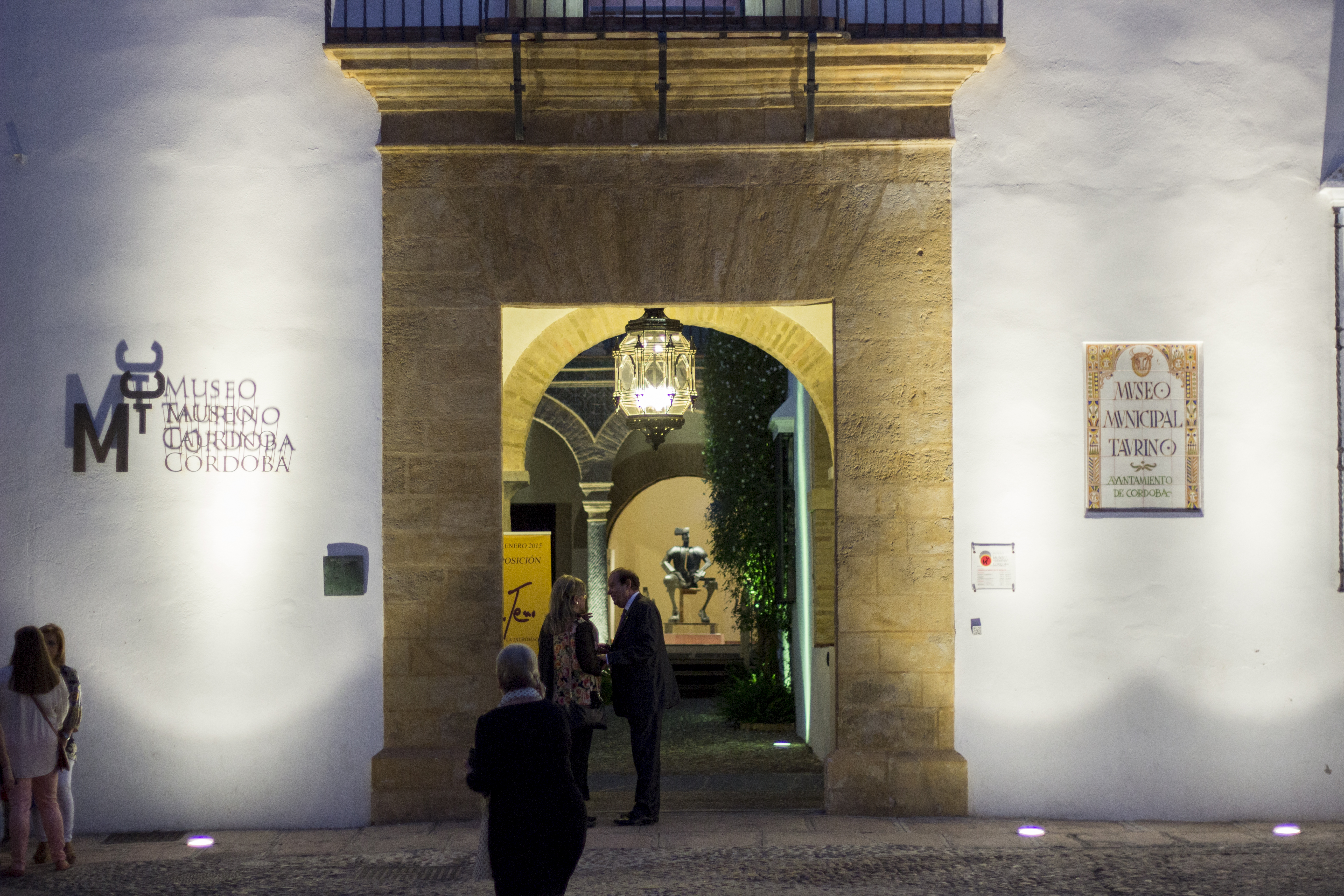
Fachada del Museo Taurino de Córdoba (2015)

Nombrado alcalde de Córdoba el 2 de enero de 1875, conservó el cargo hasta el 7 de enero de 1876. Le sustituyó en la alcaldía Fernando Vienlant y Villanueva, marqués de Gelo. A los siete meses, volvió al cargo de alcalde de su ciudad, entre el 11 de agosto de 1876 y el 13 de abril de 1877. También fue presidente de la Diputación Provincial de Córdoba apenas seis meses (del 11 de noviembre de 1880 al 1 de abril de 1881).

## Actuaciones
- Ampliación de las Casas Consistoriales.
- Apertura de la Calle Claudio Marcelo.
- Creación de los Jardines de la Victoria y del Campo de la Merced como jardín.

## Distinciones
En su honor se rotuló la antigua calle de las Pavas de la capital cordobesa, calle que lleva a la plaza de las Bulas, donde se conserva el domicilio familiar, frente al Museo Taurino, en plena Judería. En esa misma calle vivió el poeta Luis de Góngora.